# Zračna masa
Zračna masa, u meteorologiji, je naziv za veliku količinu zraka kojoj se na velikom području ujednači temperatura i vlažnost kada dulje vrijeme miruje ili se sporo giba nad jednoličnom Zemljinom površinom. Prema zemljopisnoj širini dijeli se na: polarnu, arktičku i antarktičku, umjerenih širina, ekvatorsku. Prema tomu je li zračna masa nastala nad kopnom ili morem, može biti kontinentalna (na primjer pustinjska) ili maritimna (na primjer sjevernoatlanska). Ovisno o fizikalnim svojstvima zračna masa može biti topla, hladna, suha, vlažna, stabilna (kada je topli zrak nad hladnom podlogom i nema okomitog strujanja), nestabilna (kada je hladni zrak nad toplom podlogom nastaje okomito strujanje) i drugo. Na granicama zračnih masa pojavljuju se atmosferske fronte popraćene vremenskim stanjima i pojavama poput naoblake, kiše ili grmljavine.

## Objašnjenje
Iznad prostranih područja Zemlje atmosfera ima gotovo homogena svojstva s obzirom na temperaturu, vlažnost zraka, vidljivost i tako dalje, odnosno, unutar tih područja te se svojstva vrlo malo i postupno mijenjaju. Veliki volumeni zraka, gotovo homogenih svojstava, koji obuhvaćaju i do nekoliko tisuća kilometara u promjeru te nekoliko kilometara po visini, nazivaju se zračnom masom. 
Zračne mase nastaju u takozvanim izvorišnim područjima. To su velika područja oceana ili kontinenata, iznad kojih zračna masa u nekoj anticikloni boravi dovoljno dugo da poprimi svojstva podloge iznad koje se nalazi. U stacionarnim područjima anticiklone postoje najpovoljniji uvjeti za nastanak zračne mase. 
Prema izvorišnom području postoji nekoliko osnovnih tipova zračne mase. Arktička zračna masa (oznaka A) nastaje u području iznad 70° sjeverne zemljopisne širine, pa je i najhladnija. U umjerenim zemljopisnim širinama stvara se polarna zračna masa (P), a u suptropskom pojasu tropska zračna masa (T), za koju su svojstvene najviše temperature zraka. U ekvatorijalnom području stvara se također topla ekvatorijalna zračna masa (E). 
Već prema tome da li je neka zračna masa nastala nad kontinentom (c) ili morem (m), govori se o kontinentalnoj ili maritimnoj (oceanskoj) zračnoj masi, na primjer maritimna tropska zračna masa označuje se s mT, a kontinentalna tropska zračna masa s cT. Te se dvije zračne mase bitno razlikuju prema sadržaju vodene pare: kontinentalna tropska zračna masa cT je toplija i suša od maritimne tropske zračne mase mT, sadrži više prašine, što smanjuje vidljivost. 
Druga je klasifikacija zračnih masa prema njihovu toplinskom (termičkom) stanju. Tako se pod toplom zračnom masom podrazumijeva ona koja se na promatranom području postupno ohlađuje, a pod hladnom zračnom masom ona koja se postupno zagrijava. Te zračne mase mogu biti stabilne ili labilne, pa će i svojstva vremena biti bitno različite. Topla stabilna zračna masa zapaža se redovito nad kontinentom u hladno doba godine; svojstveno je vrijeme slojasta zatvorena naoblaka (stratusi), katkada popraćena rosuljom ili stvaranjem advektivnih magla. Hladna nestabilna zračna masa pojavljuje se redovito nad kontinentom u toplo doba godine, osobito pri prodorima maritimne polarne i maritimne arktičke zračne mase. Tipično vrijeme u takvim zračnim masama jesu konvektivni oblaci (većinom kumulonimbus), pljuskovite oborine, često i grmljavine. Dnevni hod meteoroloških pojava je osobito velik.

## Atmosferska fronta
Atmosferska fronta je granična ploha koja odvaja dvije zračne mase različitih svojstava. Najlakše se uočava na sinoptičkim kartama, kao područje velikih temperaturnih razlika (kontrasta), vlage i značajnih vremenskih pojava (oborina, grmljavina, vjetra i drugog). Budući da se zračne mase prostiru i u visinu od nekoliko kilometara, granične se plohe opažaju i u najnižim slojevima atmosfere kao blago nagnute frontalne plohe. Širina atmosferske fronte obično je nekoliko stotina metara, a duljina više stotina pa i tisuću kilometara.